# 布里索涅
布里索涅（法語：Brissogne，法語發音：[bʁisɔɲ]）是意大利瓦莱达奥斯塔大区的一个市镇。总面积25平方公里，2019年12月31日人口946人，人口密度37.8人/平方公里（2009年）。ISTAT代码为007011。
布里索涅由25个村落组成。海拔高度839米。它位于多拉巴尔泰阿河右岸。
布里索涅的城堡废墟源自13世纪。
布里索涅的邻镇为沙旺索、科涅、波莱伊恩、卡尔和圣马塞尔。